# Schloss Almegg

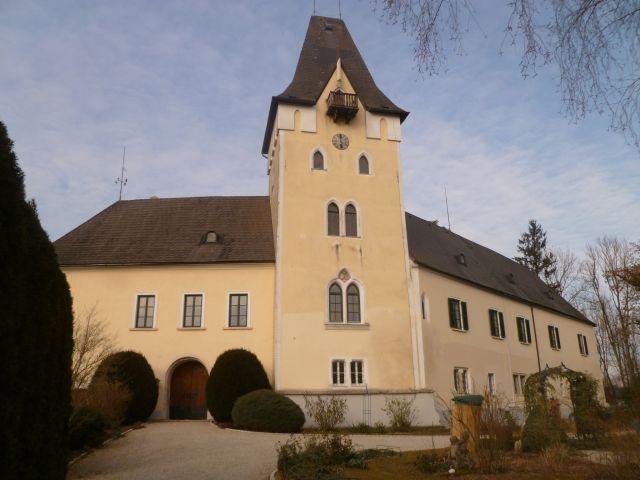
Schloss Almegg

Das Schloss Almegg ist in seiner gegenwärtigen Erscheinungsform ein Renaissanceschloss. Es wurde zuerst im 12. Jahrhundert erwähnt und liegt in der Gemeinde Steinerkirchen an der Traun im Bezirk Wels-Land. Die Anlage ist in Privatbesitz und kann nicht öffentlich besichtigt werden.

## Geschichte des Schlosses

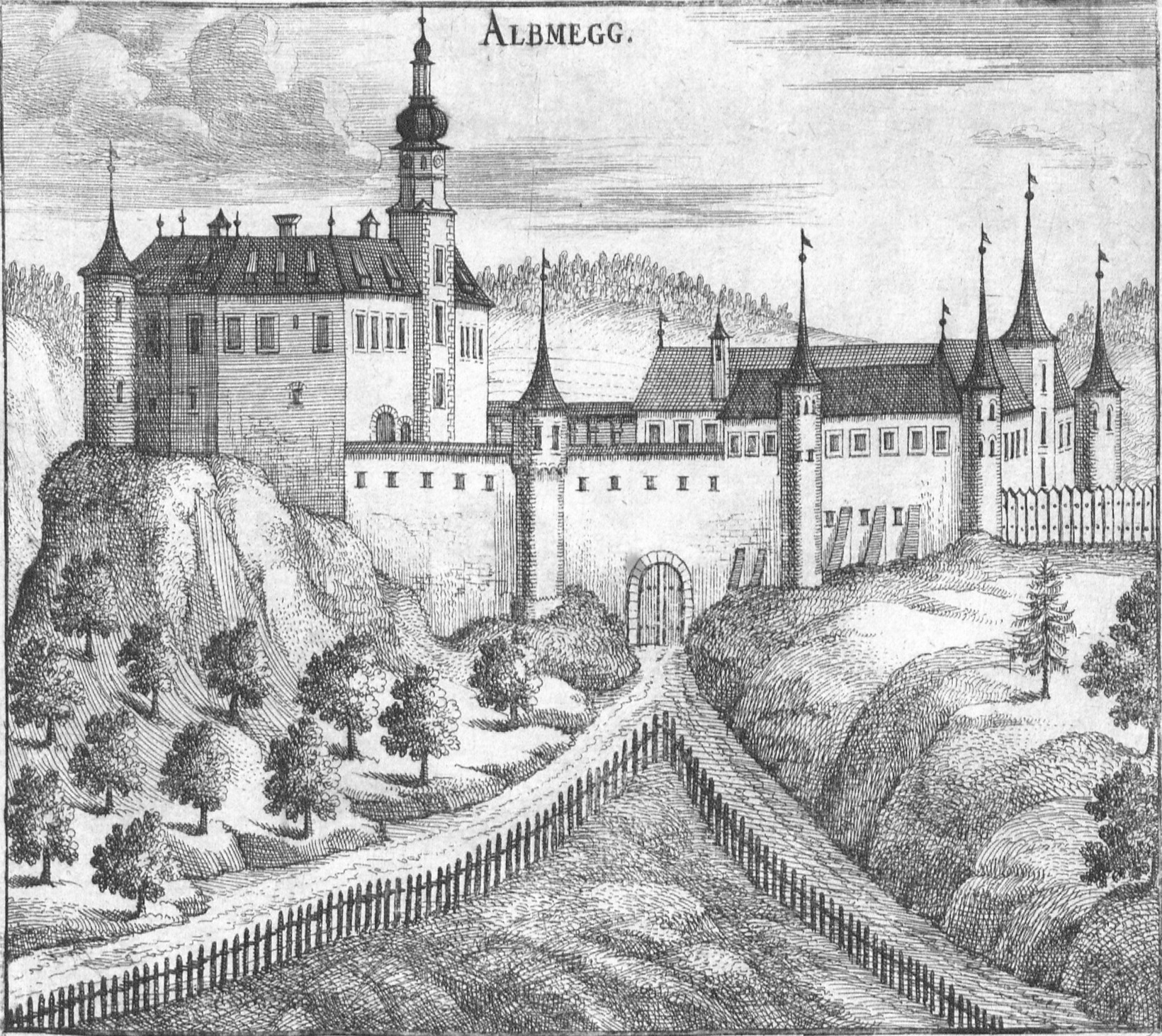
Almegg nach einem Stich von Georg Matthäus Vischer von 1674

Almegg ist bereits 1183 als Besitz des Stifts Kremsmünster ausgewiesen. Das Kloster verlieh die damalige Burg als Lehen an den Ministerialen Otto de alben. 1360 wurde ein Wolfgang Achleutner als Lehensnehmer genannt. Die Übertragung der Lehenshoheit auf den Landesfürsten muss im 14. Jahrhundert stattgefunden haben. 1380 wird Stephan der Sachs als Lehensnehmer des Herzogs Albrecht III. verzeichnet. Die Sachs blieben bis 1511 im Besitz von Almegg. Danach wurde das Besitzrecht auf Almegg an die Freiherren von Ragendorf und Vinzenz Schaler aufgeteilt. 1530 sind die Aspan wieder im ungeteilten Besitz der Burg. 1626 wurde Almegg von General Löbel und seinen Soldaten geplündert und angezündet. Von den Aspans gelangte der Besitz an die Albrechtsheimer, die ihn als Heiratsgut an Achaz Hohenfelder gaben. Im Besitz seiner Familie blieb es bis 1808. Dann verkaufte Otto von Hohenfeld das Schloss an Franz Foret von Breitenfeld, der es bereits 1811 an Ehrenreich von Schinnern veräußerte. Es folgten weitere Wechsel der Besitzer, darunter auch an Carl von Pausinger, dessen Sohn Clemens von Pausinger auf dem Schloss aufwuchs. 1870 kam die Anlage mit dem Gutsbestand an den Freiherrn Franz von Handel und seine Frau Marie von Guaita. Es befindet sich auch heute noch in deren Familienbesitz.

## Gegenwart
Die hufeisenförmige Anlage liegt auf einer Felsplatte. In Richtung des heute vor dem Schloss liegenden Parkplatzes ist noch ein tiefer Graben zu erkennen. Der massive Schlossturm dürfte ursprünglich in eine Ringmauer eingebettet gewesen sein, an die später Wohntrakte gebaut wurde. Der Turm trägt ein Keildach. Das Tor mit schweren Torflügeln lässt nichts von dem dahinterliegenden, stimmungsvollen Hof erahnen. Die Seitenflügel sind unmittelbar an dem senkrechten Felsabsturz gebaut und durch eine einfache Mauer miteinander verbunden. Früher stand auf einem Felsvorsprung hinter dem linken Flügel eine Kapelle, die jedoch 1809 in die Tiefe gestürzt und nicht mehr aufgebaut worden ist. Zu der Anlage gehören mehrere Gebäude, die früher Wirtschaftszwecken gedient haben. Der jetzige Bau stammt im Wesentlichen aus dem 16. und 17. Jahrhundert. Rechts vom Eingang liegt das sogenannte Jägerhaus. In der Mitte der Hauptfassade sieht man das hochbarocke Fresko einer Schutzmantelmadonna als Sonnenuhr gestaltet. Das Gebäude links ist Teil des ehemaligen Festungsvorwerks.

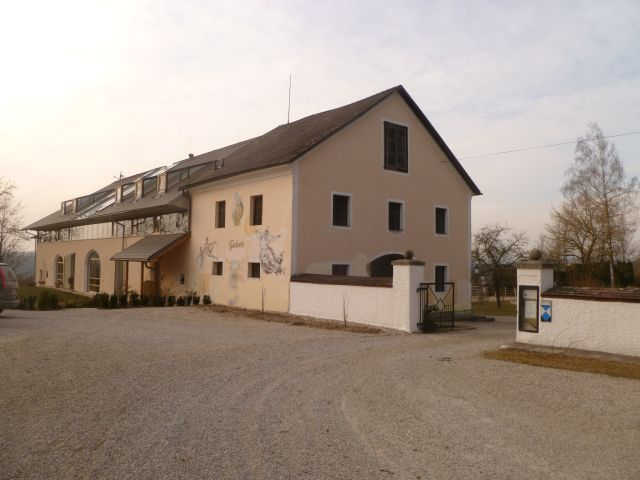
Galerietrakt
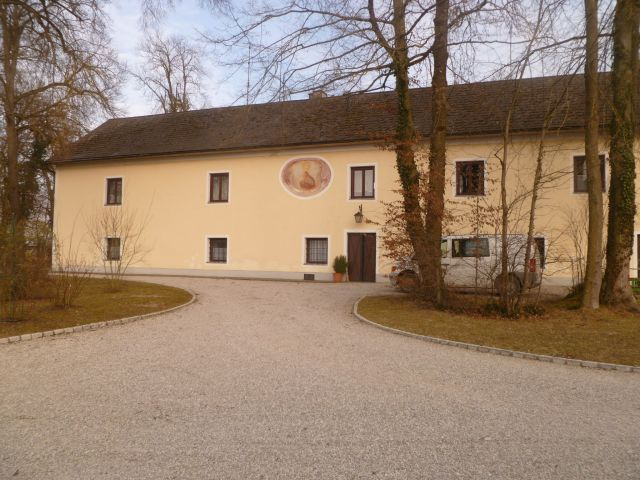
Jägerhaus mit Sonnenuhr